# Larkya La
Larkya La – przełęcz położona w Nepalu, w Himalajach, w grupie górskiej Gurkha Himal, na wysokości 5213 m n.p.m. Znajduje się na drodze z Tindże w dolinie Marsengdi do miejscowości Larkya w dolinie Burhi Gandaki.